# 崔爱民

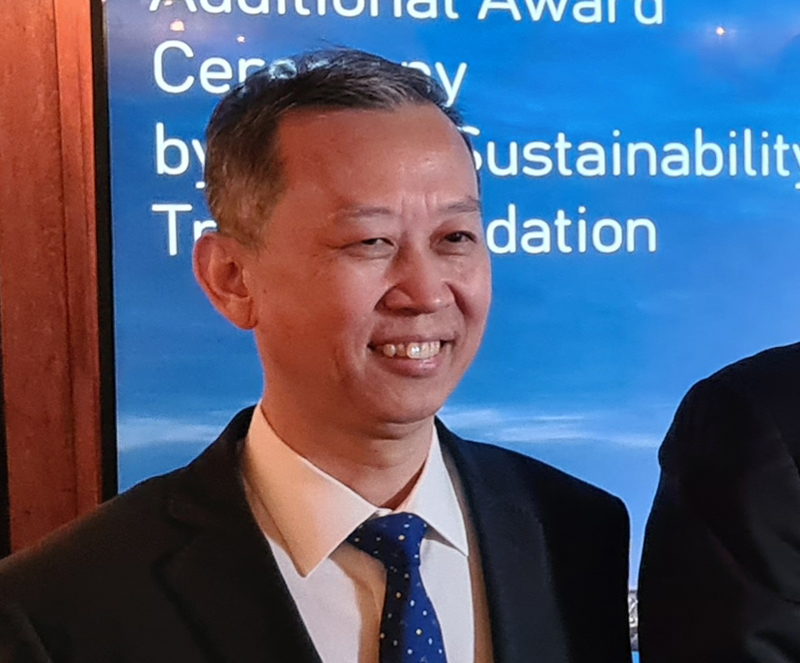
崔爱民（2023年）

崔爱民（1965年12月—），男，中华人民共和国外交官，曾任中华人民共和国驻安哥拉共和国特命全权大使，现任中华人民共和国驻瑞典特命全权大使。

## 生平
1985年，崔爱民进入中华人民共和国外交部工作，先后在驻埃塞俄比亚大使馆、外交部领事司、驻洛杉矶总领事馆、驻纽约总领事馆工作。2007年，任外交部领事司参赞，后升任副司长。2013年，改任外交部外事管理司副司长。2015年9月，出任中华人民共和国驻安哥拉大使。2018年，任外交部领事司司长。2021年12月，出任中华人民共和国驻瑞典大使。

## 家庭
已婚，有一子。